# Androy

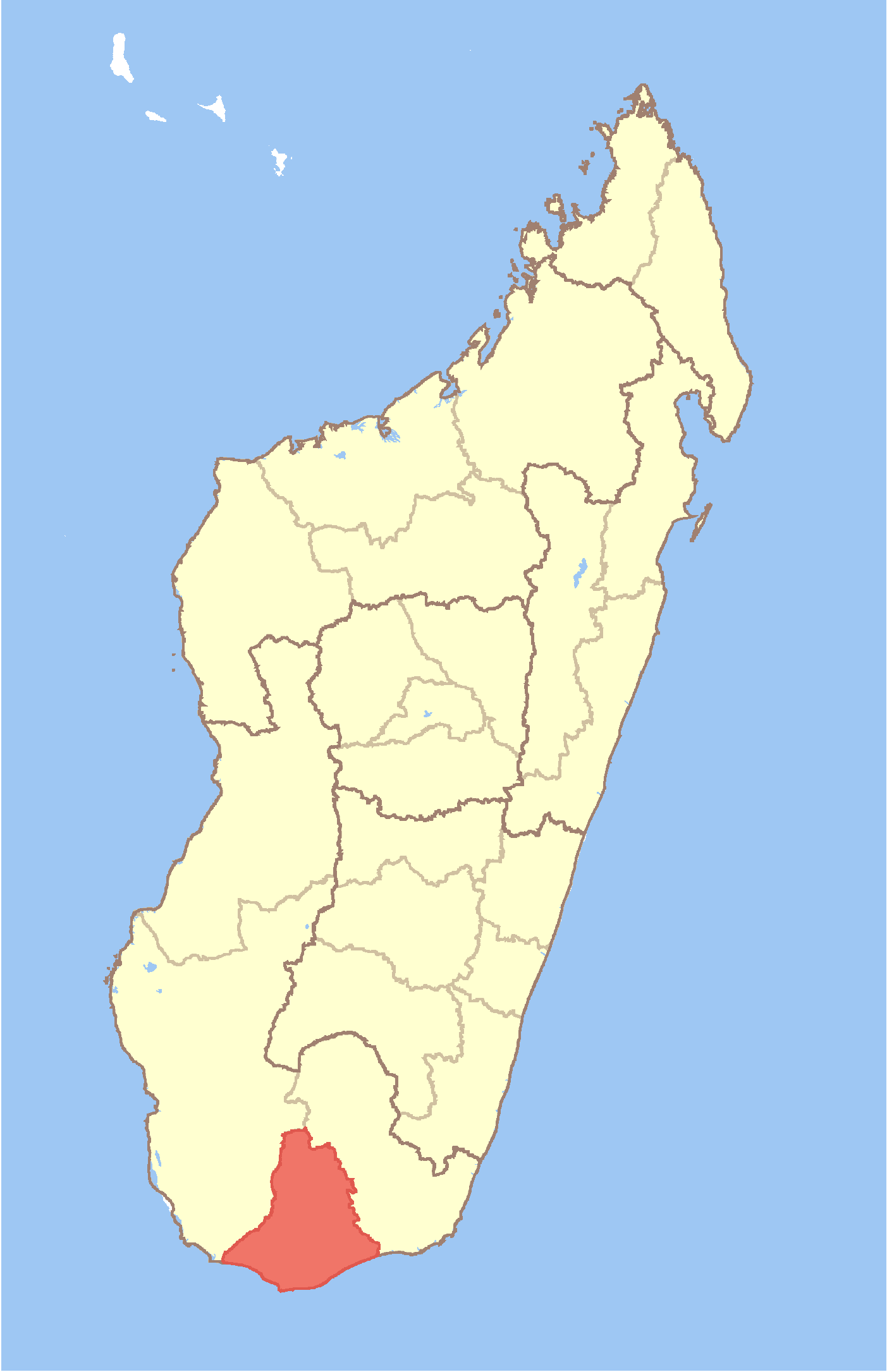
Localisation de la région d'Androy à Madagascar.

Androy est l'une des vingt-trois régions de Madagascar. Elle est située dans la province de Tuléar, dans le sud de l'île. Les habitants de l'Androy sont des Tandroy.

## Géographie
Sa capitale est Ambovombe.
La population de la région est estimée à environ 1 328 000 habitants, en 2021, sur une superficie de 19 317 km2.
La région est difficile d'accès et très aride, l'eau y fait donc défaut. Des pipelines solaires ont récemment été installés pour approvisionner les habitants.
Cette partie de Madagascar est considérée comme en voie de désertification, la tendance des précipitations étant négative.

## Population

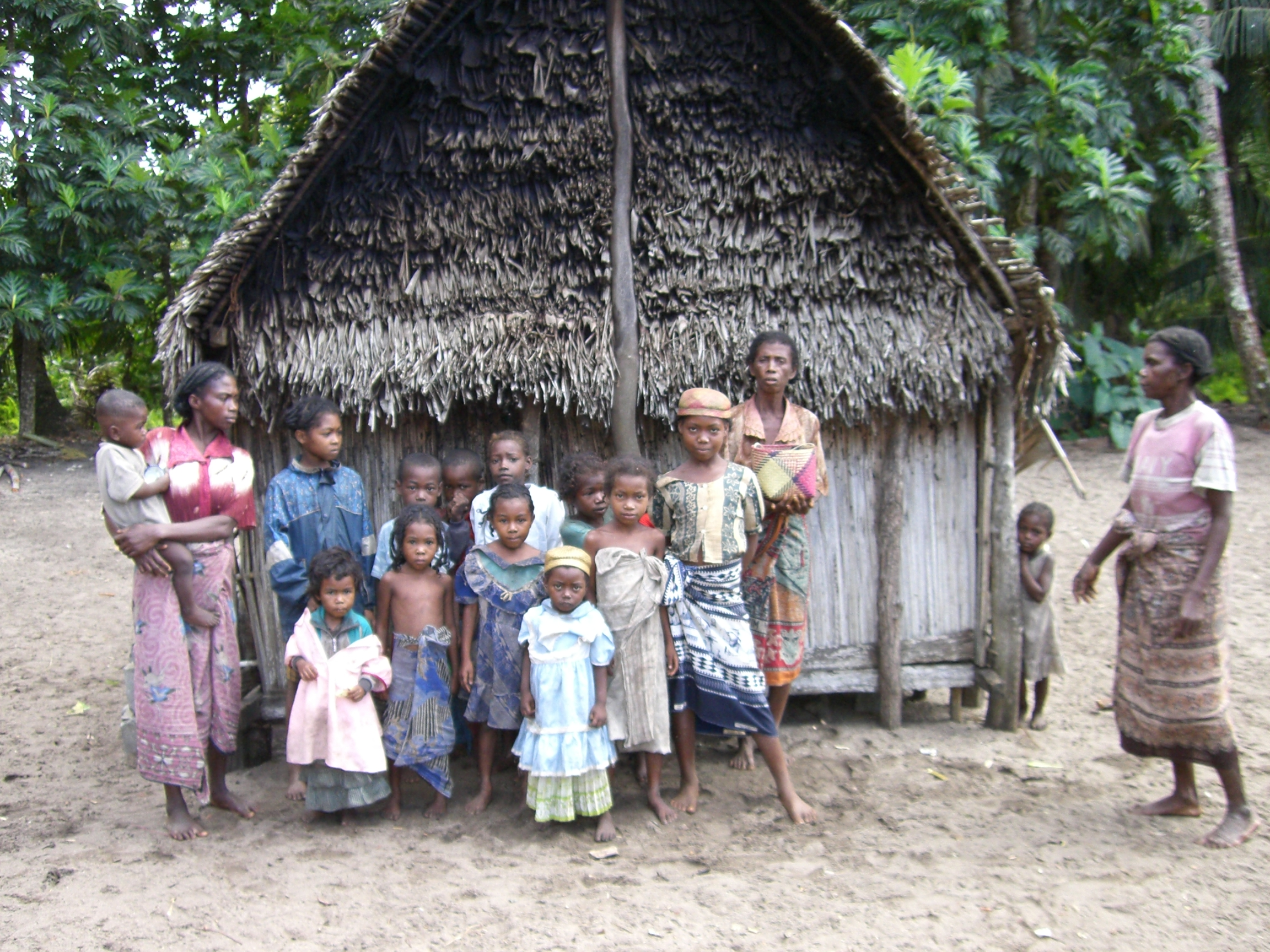
Famille du Sud, sur la côte.

Une grande partie des habitants se trouve en 2021 en situation d’insécurité alimentaire aiguë. Les périodes de sécheresse récurrentes (amplifiées par les effets du changement climatique et des pratiques comme la culture sur brûlis et la déforestation), l’accroissement démographique et l'insuffisance des projets de développement en sont la cause.

## Administration
La région est divisée en cinq districts :
- District d'Ambovombe
- District d'Antanimora Sud
- District de Bekily
- District de Beloha
- District de Tsiombe